# Fulcanelli

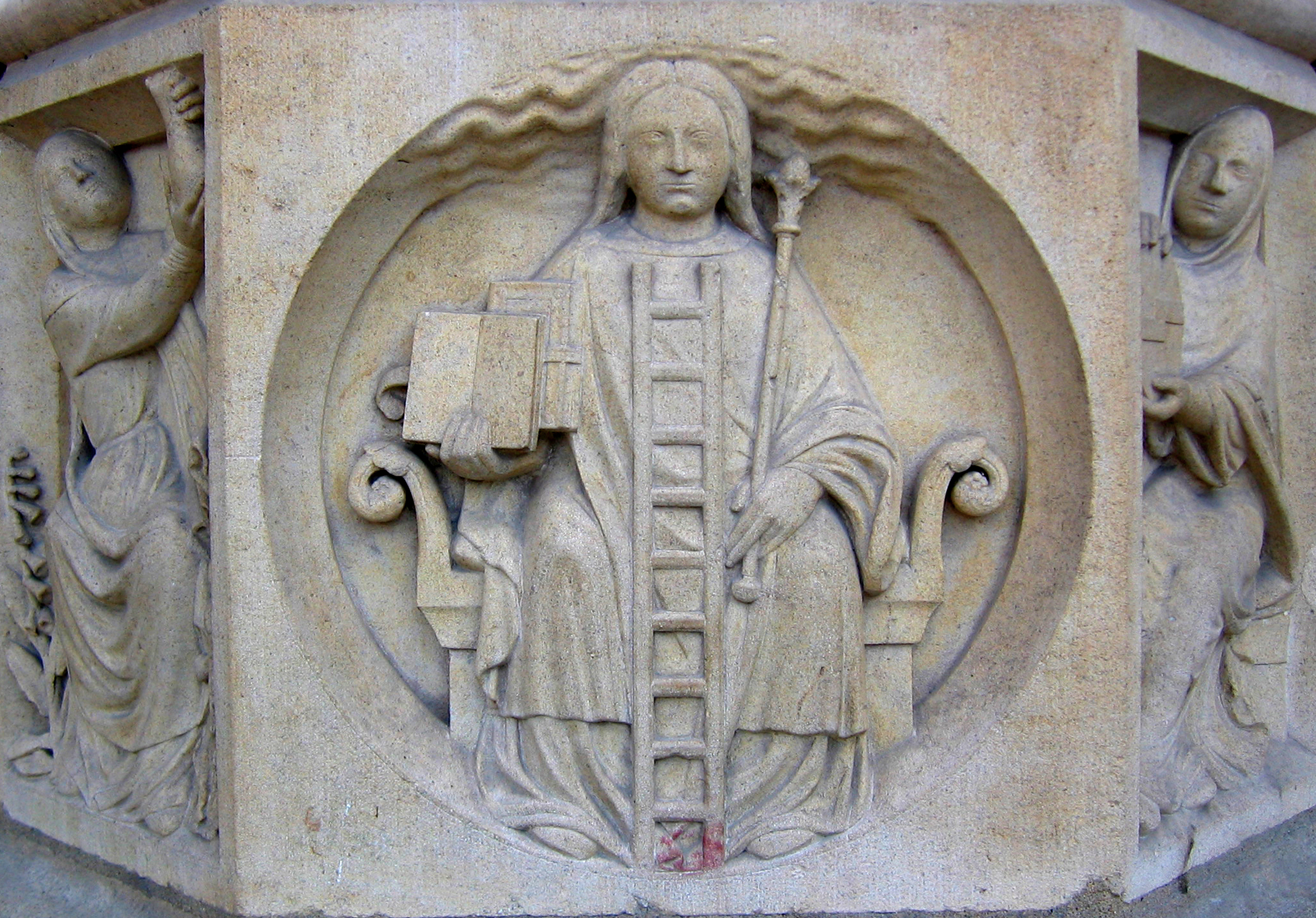
Allegorie van de alchemie, Notre Dame van Parijs

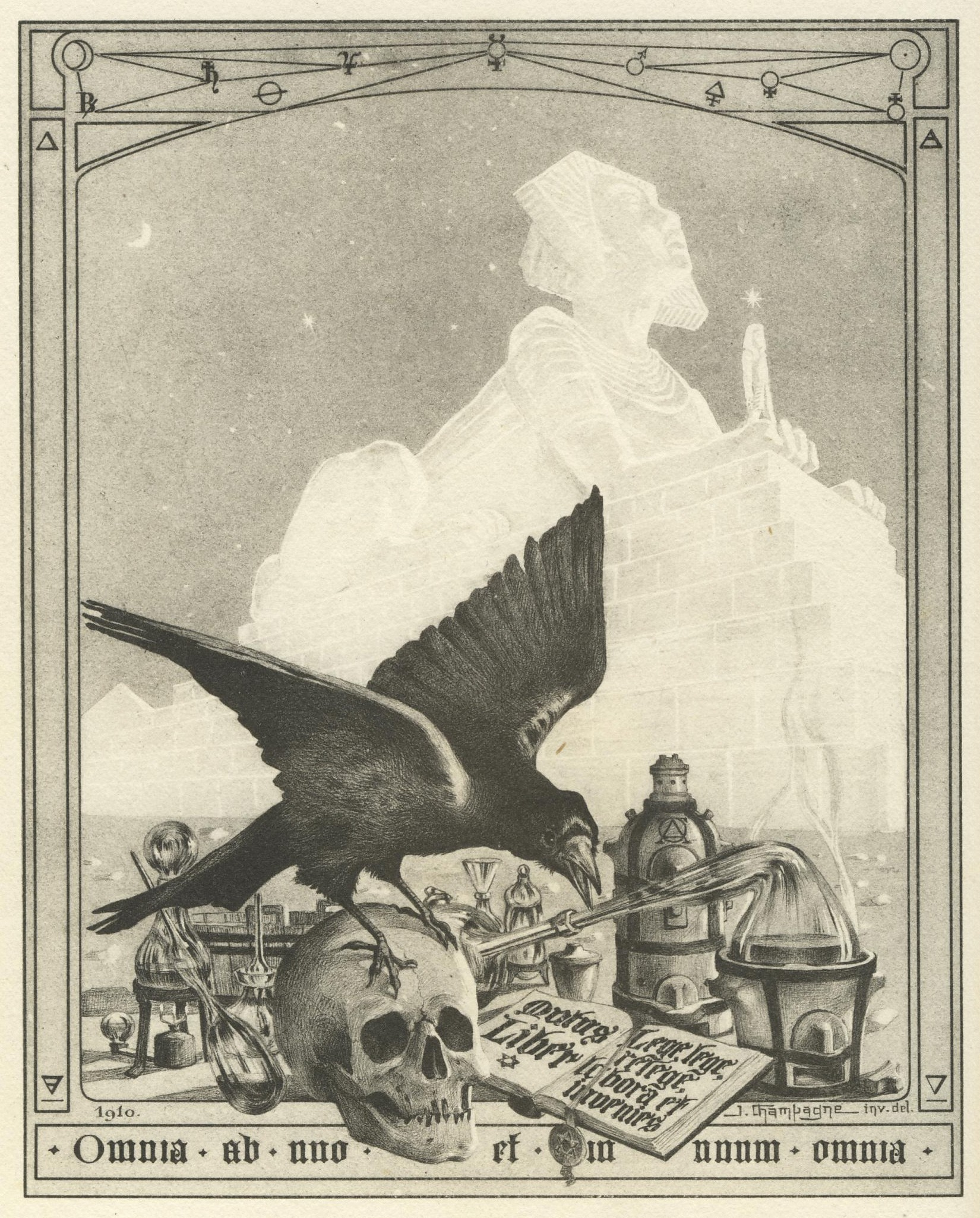
Titelblad van Le mystère des cathédrales

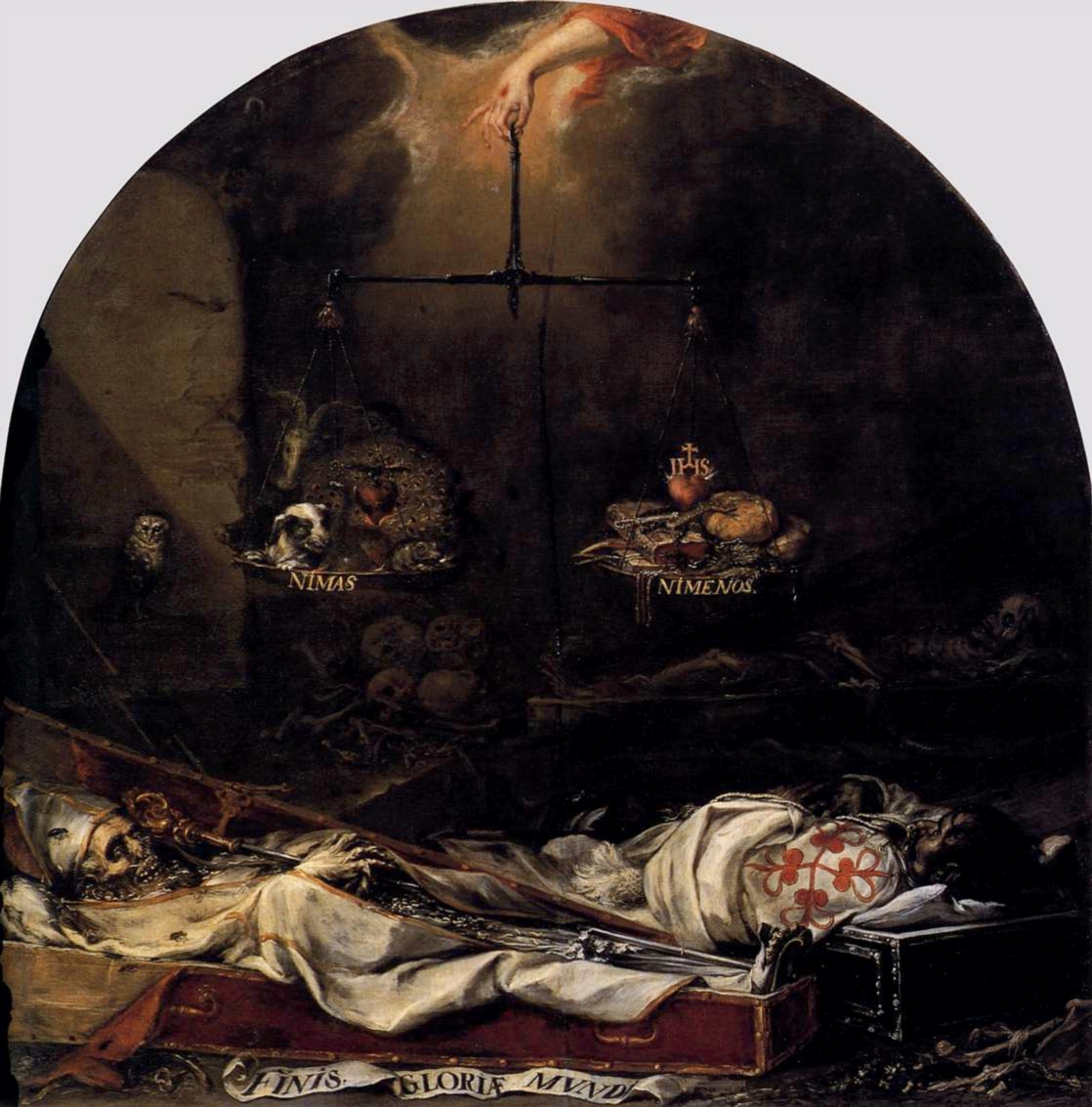
Finis gloriae mundi, schilderij van Juan de Valdés Leal, 17e eeuw

Fulcanelli (fl. 1920) was een mysterieuze Franse alchemist uit het begin van de twintigste eeuw. Van hem wordt gezegd dat hij als enige 20e-eeuwse alchemist erin zou geslaagd zijn om de Steen der Wijzen te vinden. De boeken die op naam van Fulcanelli staan, zijn naar alle waarschijnlijkheid geschreven door Eugène Canseliet (1899-1982) die de nota's van zijn meester gebruikte.
De naam Fulcanelli was het pseudoniem van ofwel een 'meester' alchemist, ofwel van een groep Parijse occultisten. 'Fulcanelli' betekent 'Kleine Vulkaan', een verwijzing naar de Romeinse smid-god Vulcanus. Tot op heden blijft zijn identiteit een mysterie. Volgens de legende zou hij zijn manuscript Le mystère des cathédrales aan zijn leerling Eugène Canseliet overhandigd hebben met de vraag om het te publiceren. Vervolgens verdween hij. In zijn voorwoord schreef Canseliet "Fulcanelli is er niet meer". Toen Fulcanelli wegging zou hij volgens Canseliet ongeveer 70 jaar geweest zijn. Canseliet beweert hem te hebben teruggezien omstreeks 1950 en dat hij er 20 jaar jonger uitzag dan toen hij verdween.

## Werk
Hij is vooral bekend vanwege twee werken waarin hij de symboliek van de architectuur verklaart:
- Le mystère des cathédrales (1926)
- Les demeures philosophales (1930)

De twee boeken waren opgedragen aan het geheimzinnige "Fraternite d'Heliopolis" (Broederschap van Heliopolis).
Finis Gloriae Mundi in Liber Mirabilis, 1999. De titel (Het einde van de glorie van de wereld) refereert aan een schilderij van Juan de Valdés Leal (1622-1690).
In het eerste boek legt hij uit dat de Notre-Dame van Parijs en andere kathedralen alchemistische geheimen verbergen. Zo zouden  bas-reliëfs van de Notre Dame de verschillende alchemistische fasen van het 'Grote Werk' (Magnum Opus) tonen. In het tweede boek werkt hij dit idee verder uit en bespreekt andere gebouwen zoals Westminster Abbey en Holyrood Palace in Edinburgh.

## Identiteit van Fulcanelli
Er bestaan verschillende hypothesen over de identiteit van Fulcanelli, die geen van alle bewezen konden worden:
1. Het is de astronoom Camille Flammarion. Dit is de meest onwaarschijnlijke hypothese. Flammarion is wel met parapsychologie bezig geweest, maar hij zou niet ongemerkt jarenlang de alchemie hebben kunnen beoefenen.
2. Het is de Franse alchemist Eugène Canseliet, leerling van Fulcanelli. Deze hypothese wordt door velen als de juiste gezien, maar Canseliet heeft dit nooit willen bevestigen. Wel heeft hij als tussenpersoon gefungeerd tussen Fulcanelli en de uitgever van zijn boeken. Waarschijnlijk was hij de enige die de ware identiteit van zijn meester kende, maar hij heeft het geheim mee in zijn graf genomen.
3. Het is Jean-Julien Champagne (1877-1932), de Franse schilder en illustrator van de boeken van Fulcanelli. Dit is de hypothese van Robert Ambelain.
4. Het is in feite Nicolas Flamel[2] waardoor hij op het ogenblik dat Le mystère des cathédrales gepubliceerd werd 596 jaar oud was.[2]
5. Het is de antiquair en boekenverkoper Pierre Dujols (1872-1926)[2]
6. Het is de egyptologist René Schwaller de Lubicz (1887-1961)[2]
7. Het is Jules Violle (1841-1923), de Franse natuurkundige

## In populaire cultuur
De Amerikaanse rockzanger/componist Frank Zappa gaf op zijn album "Guitar" (1988) een van zijn composities de naam: "But who was Fulcanelli?"

## Herdruk
- Fulcanelli's Le mystère des cathédrales werd in 1964 herdrukt en werd een onverwacht succes.
- Les Demeures Philosophales werden herdrukt in 1965, en werden gevolgd door nieuwe boeken van Canseliet: Mutus Liber (1967), L'Alchimie expliquee sur ses textes classiques dat hij bedoelde als filosofisch testament (1971), Trois anciens traites d'alchimie (1971), Alchimie (herdrukt in 1978) en "L'hermetisme dans la vie de Swift et dans ses voyages" (1983).